# Juan Uribe
Juan Cespedes Uribe Tena (Baní, 22 de marzo de 1979) es un ex-beisbolista dominicano. Comenzó su carrera en 1997 cuando firmó con los Rockies de Colorado, y jugó con el equipo hasta el 3 de diciembre de 2003 cuando fue canjeado a los Medias Blancas de Chicago. Mientras Uribe estaba con los Medias Blancas, el equipo ganó la Serie Mundial de 2005 contra los Astros de Houston. En 2009, firmó un contrato de ligas menores con los Gigantes de San Francisco con el que ganó otro anillo en la Serie Mundial de 2010.

## Carrera

### Ligas menores
Uribe fue firmado como amateur por los Rockies de Colorado en 1997. Comenzó a jugar en la Dominican Summer League para los DSL Rockies. En 1998 y 1999, jugó en la Arizona Rookie League y con los Asheville Tourists en la South Atlantic League. Con los Asheville Tourists, bateó para .392 con 28 dobles y tuvo una racha de bateo de 15 partidos. Se mantuvo en el nivel Single-A hasta 2001, cuando fue llamado por los Rockies.

### Grandes Ligas

#### Colorado Rockies
Uribe jugó 72 partidos para los Rockies en su temporada de novato en 2001. Bateó para .300, tuvo ocho jonrones, y 53 carreras impulsadas. También tuvo 11 triples, igualando el récord del club en manos de Neifi Pérez y Juan Pierre. Fue llamado de nuevo a AAA, esta vez para Colorado Springs en tres ocasiones durante la temporada, pero jugó la mayor parte de la final de la temporada en las Grandes Ligas. Empató 3 récords de franquicia, con dos hits, dos hits de extra base, y seis bases totales en una sola entrada durante un juego el 7 de octubre contra los Padres de San Diego.
Uribe jugó su primera temporada completa en las Grandes Ligas con los Rockies en el 2002. Comenzó 150 juegos en el campocorto, con un promedio de .240, seis cuadrangulares, 49 carreras impulsadas, y 25 dobles. Tuvo una racha de bateo de 17 partidos durante los meses de abril y mayo, un récord personal. Juan también empató una marca personal de hits en un juego con 4 el 17 de septiembre en un partido contra los Angelinos de Anaheim, y se perdió un bateo para el ciclo por un cuadrangular. En 2003, Uribe se perdió tiempo de juego debido a una lesión sufrida mientras corría las bases durante un partido de pretemporada el 1 de marzo. Se rehabilitó en las menores, jugando para equipos de Clase A y AA, antes de jugar en las Grandes Ligas de nuevo el 3 de junio. También jugó en los jardines para los Rockies, desempeñándose en el jardín central el 15 de junio. Uribe fue cambiado a los Medias Blancas de Chicago por los Rockies de Colorado el 2 de diciembre de 2003 por Aaron Miles. Un ex prospect en Colorado, Uribe jugó el campocorto, segunda base y tercera base.

#### Chicago White Sox

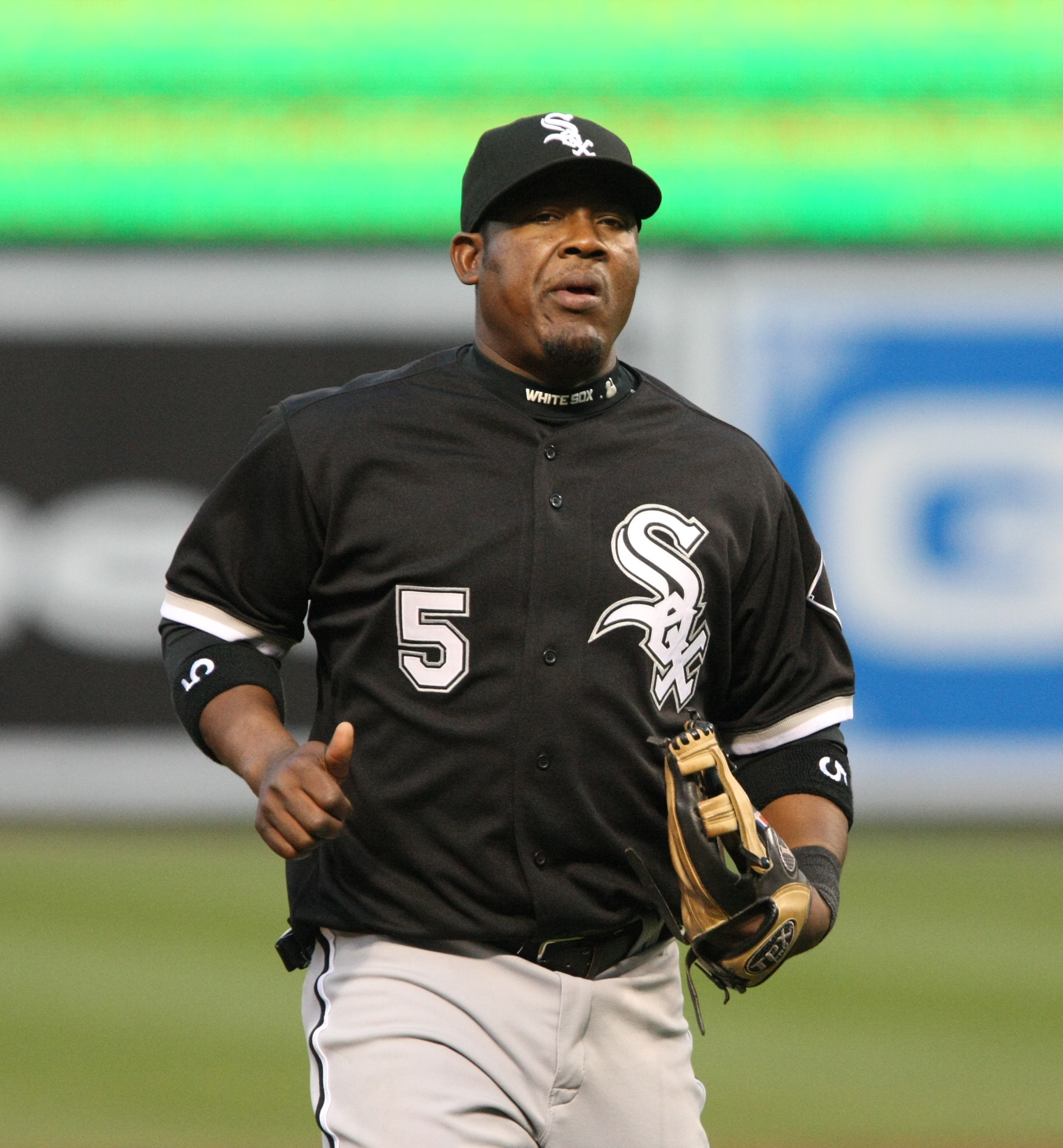
Uribe con los Medias Blancas

En la temporada 2004, comenzó en 134 partidos con los Medias Blancas. Estableció muchas marcas personales en casi todas las categorías de bateo, que incluye promedio de bateo, jonrones, carreras impulsadas, porcentaje de fildeo, hits y carreras anotadas. Jugó mucho mejor en el estadio de su equipo, bateando .315 en comparación con los .248 en los estadios de otros equipos. El 16 de diciembre, Uribe acordó una extensión de contrato hasta el 2008 con los Medias Blancas.
En la temporada de 2005, Uribe pasó toda la temporada jugando en el campocorto para los Medias Blancas, después de haberse desempeñado en la segunda base, shortstop, tercera base y jardín central en las dos últimas temporadas. Uribe hizo dos jugadas memorables en la defensa para los últimos dos outs de la Serie Mundial de 2005, primero atrapó la pelota, mientras chocaba contra las gradas de la tercera base y luego hizo un tiro fuera de balance con un rodado lento para alcanzar y hacerle out al jardinero de los Astros Orlando Palmeiro y dar a los Medias Blancas su primer título en 88 años.
Uribe tuvo una de sus mejores temporadas de poder en el 2006, bateando .235 con 21 jonrones y 71 remolcadas jugando en 132 partidos con los Medias Blancas, pero con el más bajo porcentaje de embasarse de su carrera, con .257. Lideró a los Medias Blancas de Chicago en hits de sacrificio, y el cuarto en la Liga Americana en porcentaje de fildeo con .977.
El 7 de noviembre de 2007, Uribe acordó una extensión de un año con los Medias Blancas, para mantenerlo en la organización hasta el año 2009, aunque otros equipos expresaron interés en un canje, como las Mantarrayas de Tampa Bay.
A principios de la temporada de 2008, Uribe perdió su puesto de titular en la alineación de los Medias Blancas, por el recién firmado, el infielder cubano Alexei Ramírez. Sin embargo, después de que Joe Crede fue lesionado, Uribe comenzó a hacer algunos comienzos como titular en la tercera base. El 30 de octubre, Uribe se declaró agente libre.

#### San Francisco Giants

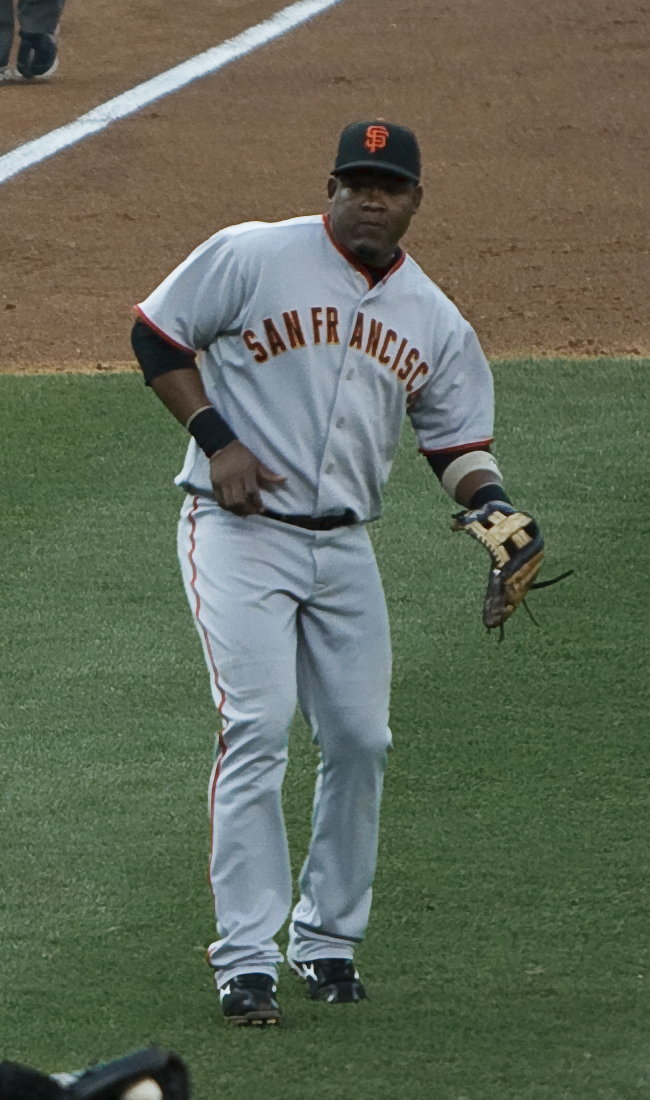
Uribe con los Gigantes en junio de 2009.

El 29 de enero de 2009, Uribe firmó un contrato de ligas menores con los Gigantes de San Francisco.
El 4 de abril, se enunció que Uribe había hecho el roster final de los Gigantes.
El viernes 10 de julio, Uribe malabareó un rodado con un out en el inning 8 del no-hitter de Jonathan Sánchez, permitiendo a Chase Headley llegar a primera base. El esfuerzo había sido perfecta hasta ese momento, y Sánchez pasó a retirar cada uno de los cinco restantes bateadores, lo que significa que este error hizo perder un juego perfecto por primera vez desde que ocurrió con Randy Johnson en 2004.
El 30 de diciembre de 2009, Uribe acordó un contrato de un año con los Gigantes de San Francisco por una suma no revelada en espera de un examen físico, con una opción para el 2011.
El 4 de enero de 2010, Uribe aprobó su examen físico con los Gigantes de San Francisco, haciendo oficial su contrato. Se reveló que el contrato ascendía a $3.25 millones de dólares.
El 23 de septiembre de 2010, Uribe bateó dos jonrones en el primer inning ante los Cachorros de Chicago incluyendo un grand slam para un total de seis carreras remolcadas.

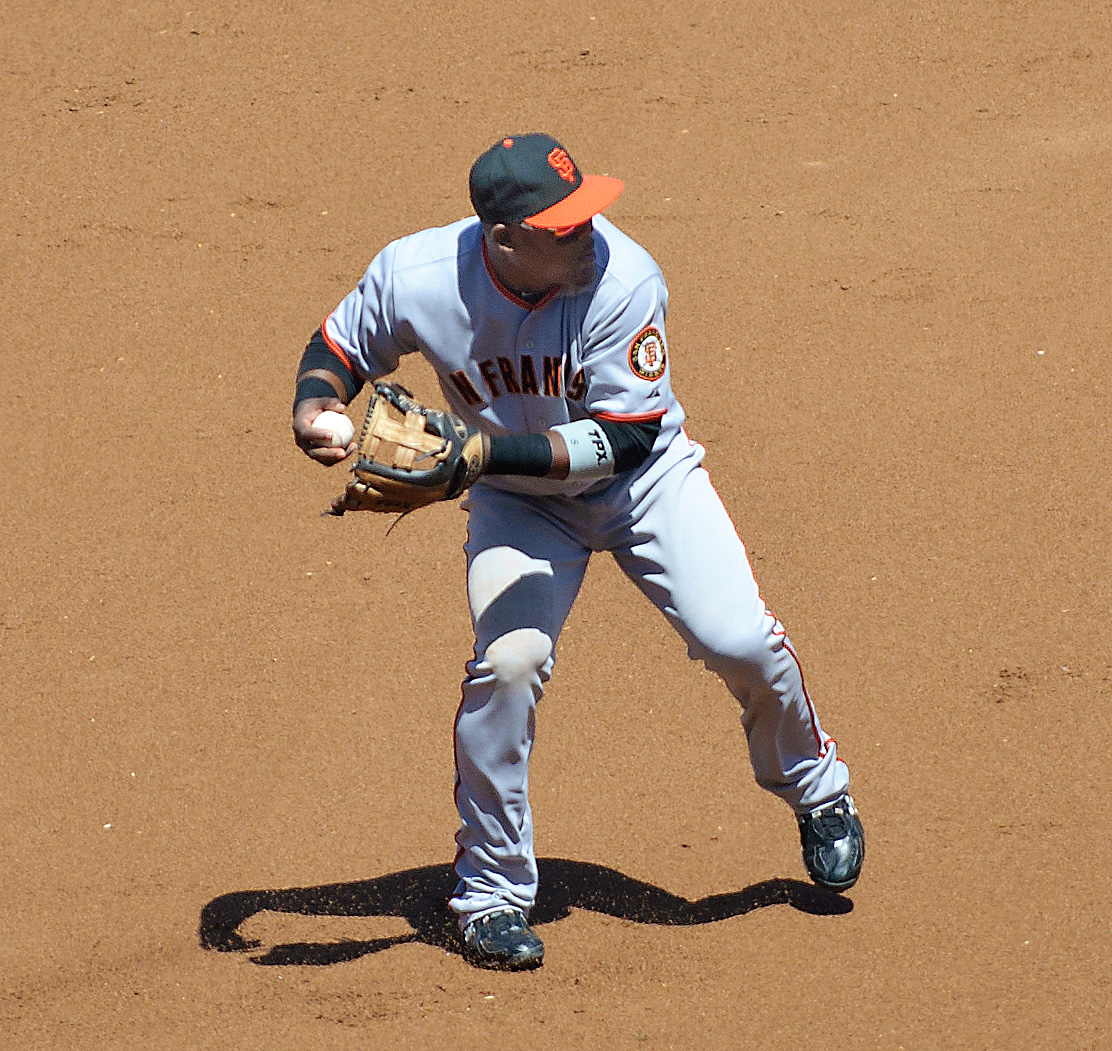
Uribe en septiembre de 2010.

Terminó la temporada bateando .256 con 24 jonrones y 85 carreras impulsadas. Tuvo 129 hits en el año en 521 turnos al bate, llegando a un total por encima de los 1,000 en su carrera. Uribe tuvo un robo de base durante la temporada y fue sorprendida robando dos veces. Tuvo 24 dobles y 2 triples. En la Serie de Campeonato de la Liga Nacional de 2010, Uribe jugó un papel clave en dos victorias, consiguiendo un elevado de sacrificio en el Juego 4 y dando un jonrón en la parte superior de la octava para poner a los Gigantes 3-2 en el Juego 6, enviando a los Gigantes a la Serie Mundial de 2010.
Uribe jugó un papel vital para los Gigantes en la Serie Mundial de 2010, bateando un jonrón de tres carreras en el sexto inning del Juego 1 y remolcando i carera en la séptima entrada del Juego 2.
Los Gigantes ganaron la serie en cinco juegos, y Uribe ganó su segundo campeonato de Serie Mundial.

#### Los Angeles Dodgers
Después de la temporada 2010, Uribe llegó a un acuerdo sobre un contrato de tres años con los Dodgers de Los Ángeles. Su primera temporada con los Dodgers fue decepcionante, ya que hizo varios viajes a la lista de lesionados y sólo atinó a aparecer en 77 juegos, su menor cantidad desde el año 2001. Su producción fue también la más débil de su carrera, bateando apenas .204, con sólo cuatro jonrones y 28 carreras impulsadas. Fue deshabilitado el 30 de julio, con lo que fue descrito como un dolor andominal. Se esperaba que regresara cuando se cumplieran los 15 días, pero no mejoró y se le volvió a diagnosticar como una hernia deportiva, con una posible cirugía. Cuando los Dodgers de Los Ángeles se declararon en bancarrota el 27 de junio de 2011, Uribe fue catalogado como el noveno mayor acreedor, adeudándosele $3,241,758 millones de dólares.

#### Atlanta Braves
El 27 de mayo de 2015, fue transferido a los Atlanta Braves junto a Chris Withrow, a cambio de Alberto Callaspo, Eric Stults, Ian Thomas y Juan Jaime.

### New York Mets
El 24 de julio de 2015, Uribe fue transferido junto a Kelly Johnson a los 'Mets de Nueva York, a cambio de John Gant y Rob Whalen. Se perdió la Serie Divisional y la Serie de Campeonato de la Liga Nacional debido a una contusión en el pecho, pero fue añadido a la plantilla de los Mets para la Serie Mundial de 2015, en donde entró como bateador emergente en la sexta entrada del Juego 3 para impulsar una carrera.

### Cleveland Indians
Justo antes del inicio de los entrenamientos primaverales de 2016, Uribe firmó un contrato de un año y $4 millones con los Indios de Cleveland. Ese año registró una línea ofensiva de .206/.259/.332 en 259 turnos al bate, antes de ser liberado por el equipo el 2 de agosto para darle el puesto en la plantilla a Brandon Guyer.

## Vida personal
Uribe tiene una esposa, Ana, y cuatro hijos : Juanny, Janny, junior y johanny. Uribe juega béisbol de invierno en su país natal, la República Dominicana cada año, y también ha trabajado para muchas organizaciones de caridad afiliadas a las Grandes Ligas. En el Día de la Madre 2007, utilizó un bate de color rosa, junto con otros 200 jugadores en las Grandes Ligas para ayudar al Susan G. Komen for the Cure. Uribe es primo segundo del ex torpedero de Grandes Ligas José Uribe.

### Incidente
En octubre de 2006, Uribe fue acusado de haber estado involucrado en un tiroteo en su natal República Dominicana. Pese a las afirmaciones de un fiscal de que no hubo evidencias contundentes que Uribe estuviese involucrado en el incidente, un juez decidió seguir adelante con el caso. A pesar de que una moción de la defensa para impedirle salir del país fue rechazada, se dictaminó el 5 de enero de 2007, que Uribe debe comparecer ante un tribunal el 15 y el 30 de cada mes hasta que se resuelva el caso. Uribe, que había negado cualquier implicación en el caso, se había sugerido que él no podía jugar béisbol hasta que el procedimiento judicial concluyera. Él estaba seguro de que iba a ganar en los tribunales y estaría libre para los entrenamientos de primavera. También un reporte el 22 de febrero de 2007, en SportsCenter informó que Uribe ya no tendría que comparecer ante el tribunal en esas fechas. Al día siguiente, su nombre fue absuelto de cualquier implicación con el tiroteo.